# Formamida
La formamida, també coneguda com a metanamida, és un compost químic, una amida derivada de l'àcid fòrmic. La seva fórmula química és CH₃NO. És un líquid clar miscible en l'aigua i fa olor d'amoníac. Es fa servir com punt de partida per a fer drogues farmacèutiques del tipus sulfa, herbicides, pesticides i per la fabricació d'àcid hidrociànic. S'havia utilitzat en la indústria paperera. És un solvent`per a molts compostos iònics.
La formamida es descompon parcialment en monòxid de carboni i amoníac a 180 °C. Quan s'escalfa molt la formamida es descompon en cianur d'hidrogen (HCN) i vapor d'aigua.

## Producció
En temps passats, l'àcid fòrmic es feia reaccionar amb amoníac per a produir format d'amoni, el qual proporcionava formamida per escalfament:
HCOOH + NH₃ → HCOONH₄
HCOONH₄ → HCONH₂ + H₂O
L'actual procés industrial per a donar formamida implica la reacció de monòxid de carboni ambamoníac:
CO + NH₃ → HCONH₂
o el procés més important en dues fases implicant l'aminolisi del format de metil (format pel monòxid de carboni i el metanol):
HCOOCH₃ + NH₃ → HCONH₂ + CH₃OH
amblapossibilitat de reciclar el metanol resultant per donar més format demetil, amb la reacció:
CO + CH₃OH → HCOOCH₃

## Seguretat
La formamida és altament corrosiva ambcontacte amb la pell i els ulls i pot ser mortal si s'ingereix. La seva inhalació en gran quantitats pot requerir atenció mèdica. També és un teratogen. FSempre s'ha de manipular la formamida amb compte i amb guants i ulleres de protecció. >Hi hs un petit risc que es descompongui en cianur d'hidrogen i aigua.